# Metropolia Ozamiz
Metropolia Ozamiz – jedna z 16 metropolii kościoła rzymskokatolickiego na Filipinach. Została erygowana 21 stycznia 1983.

## Diecezje
- Archidiecezja Ozamiz
  - Diecezja Dipolog
  - Diecezja Iligan
  - Diecezja Pagadian
  - Prałatura terytorialna Marawi

## Metropolici
- Jesus Armamento Dosado CM (1983-2016)
- Martin Sarmiento Jumoad (od 2016)